# 亢建民
亢建民（1963年—），中华人民共和国政治人物，河南灵宝人。

## 生平
亢建民曾任河南潘河乡乡长，1997年5月，中华人民共和国海关总署抵达卢氏县扶贫，8月副署长王乐毅与解放军第二炮兵领导在现场沟通，决定资助40万元；潘河乡出资31万元，10月开建香水沟水渠，以解决黄岗地区饮水问题。他担任香水沟提水工程暨黄岗饮水工程建设指挥部指挥长，率领当地民众挖渠，并翻修黄岗公路，引水工程最后于1998年春全线竣工。
2007年4月至2012年4月担任卢氏县水利局局长。2012年，被提拔为卢氏县政协副主席，开始被群众举报。2013年9月落马，落马前为副县级干部。2014年5月的法院判決指，亢建民在担任卢氏县水利局局长期间，不仅在横涧乡卜象河防洪水利工程、代家村安置点防洪堤水利工程、第二批饮水安全范里镇骨垛村工程项目和汤河乡老灌河水利工程项目中大肆受贿，还实施卖官行为，造成了恶劣的社会影响和政治影响。
2013年9月，亢建民向三门峡纪委投案自首。11月25日，因涉嫌犯受贿罪被灵宝市公安局刑事拘留，12月4日被逮捕。2014年1月17日，灵宝市人民检察院指控亢建民犯受贿罪，向灵宝市人民法院提起公诉。2014年5月，亢建民被灵宝市人民法院判处6年有期徒刑。